# Wahlkreis Rochdale
Der Wahlkreis Rochdale ist ein Wahlkreis (englisch constituency) für die Wahl eines Abgeordneten des britischen Unterhauses (House of Commons).

## Ergebnisse (seit 1945)

### Parlamentswahl 1945
| Kandidaten           | Kandidaten                    | Parteien           | Stimmen | %    |
| -------------------- | ----------------------------- | ------------------ | ------- | ---- |
|                      | Hyacinth Morgan               | Labour Party       | 22.047  | 44,9 |
|                      | Edward May Nicol              | Conservative Party | 16.852  | 34,3 |
|                      | Charles Gordon Cummins Harvey | Liberal Party      | 10.211  | 20,8 |
| Gesamt               | Gesamt                        | Gesamt             | 49.110  | 100  |
|                      |                               |                    |         |      |
| Quelle: UK Parlament |                               |                    |         |      |

### Parlamentswahl 1950
| Kandidaten           | Kandidaten          | Parteien           | Stimmen | %    |
| -------------------- | ------------------- | ------------------ | ------- | ---- |
|                      | Joseph Hale         | Labour Party       | 25.484  | 44,9 |
|                      | Wentworth Schofield | Conservative Party | 21.208  | 37,4 |
|                      | Roger Fulford       | Liberal Party      | 10.042  | 17,7 |
| Gesamt               | Gesamt              | Gesamt             | 56.734  | 100  |
|                      |                     |                    |         |      |
| Quelle: UK Parlament |                     |                    |         |      |

### Parlamentswahl 1951
| Kandidaten           | Kandidaten          | Parteien           | Stimmen | %    |
| -------------------- | ------------------- | ------------------ | ------- | ---- |
|                      | Wentworth Schofield | Conservative Party | 27.797  | 50,4 |
|                      | Joseph Hale         | Labour Party       | 27.343  | 49,6 |
| Gesamt               | Gesamt              | Gesamt             | 55.140  | 100  |
|                      |                     |                    |         |      |
| Quelle: UK Parlament |                     |                    |         |      |

### Parlamentswahl 1955
| Kandidaten           | Kandidaten          | Parteien           | Stimmen | %    |
| -------------------- | ------------------- | ------------------ | ------- | ---- |
|                      | Wentworth Schofield | Conservative Party | 26.518  | 51,5 |
|                      | Jack McCann         | Labour Party       | 24.928  | 48,5 |
| Gesamt               | Gesamt              | Gesamt             | 51.446  | 100  |
|                      |                     |                    |         |      |
| Quelle: UK Parlament |                     |                    |         |      |

### Nachwahl 1958
Die Wahl fand am 12. Februar statt.
| Kandidaten                 | Kandidaten      | Parteien           | Stimmen | %    |
| -------------------------- | --------------- | ------------------ | ------- | ---- |
|                            | Jack McCann     | Labour Party       | 22.133  | 44,7 |
|                            | Ludovic Kennedy | Liberal Party      | 17.603  | 35,5 |
|                            | John Parkinson  | Conservative Party | 9.827   | 19,8 |
| Gesamt                     | Gesamt          | Gesamt             | 49.563  | 100  |
|                            |                 |                    |         |      |
| Quelle: by-elections.co.uk |                 |                    |         |      |

### Parlamentswahl 1959
| Kandidaten           | Kandidaten      | Parteien           | Stimmen | %    |
| -------------------- | --------------- | ------------------ | ------- | ---- |
|                      | Jack McCann     | Labour Party       | 21.689  | 41,5 |
|                      | Ludovic Kennedy | Liberal Party      | 18.949  | 36,2 |
|                      | Tom Normanton   | Conservative Party | 11.665  | 22,3 |
| Gesamt               | Gesamt          | Gesamt             | 52.303  | 100  |
|                      |                 |                    |         |      |
| Quelle: UK Parlament |                 |                    |         |      |

### Parlamentswahl 1964
| Kandidaten           | Kandidaten           | Parteien           | Stimmen | %    |
| -------------------- | -------------------- | ------------------ | ------- | ---- |
|                      | Jack McCann          | Labour Party       | 22.927  | 46,7 |
|                      | Thomas Lyrian Hobday | Liberal Party      | 14.212  | 28,9 |
|                      | Tom Normanton        | Conservative Party | 11.968  | 24,4 |
| Gesamt               | Gesamt               | Gesamt             | 49.107  | 100  |
|                      |                      |                    |         |      |
| Quelle: UK Parlament |                      |                    |         |      |

### Parlamentswahl 1966
| Kandidaten           | Kandidaten          | Parteien           | Stimmen | %    |
| -------------------- | ------------------- | ------------------ | ------- | ---- |
|                      | Jack McCann         | Labour Party       | 24.481  | 52,4 |
|                      | Edward G.L. Collins | Conservative Party | 13.229  | 28,3 |
|                      | Beatrice Seear      | Liberal Party      | 9.004   | 19,3 |
| Gesamt               | Gesamt              | Gesamt             | 46.714  | 100  |
|                      |                     |                    |         |      |
| Quelle: UK Parlament |                     |                    |         |      |

### Parlamentswahl 1970
| Kandidaten           | Kandidaten  | Parteien           | Stimmen | %    |
| -------------------- | ----------- | ------------------ | ------- | ---- |
|                      | Jack McCann | Labour Party       | 19.247  | 41,6 |
|                      | Cyril Smith | Liberal Party      | 14.076  | 30,4 |
|                      | M. Andrew   | Conservative Party | 12.978  | 28,0 |
| Gesamt               | Gesamt      | Gesamt             | 46.301  | 100  |
|                      |             |                    |         |      |
| Quelle: UK Parlament |             |                    |         |      |

### Nachwahl 1972
Die Wahl fand am. 26 Oktober 1972 statt.
| Kandidaten                 | Kandidaten        | Parteien           | Stimmen | %    |
| -------------------------- | ----------------- | ------------------ | ------- | ---- |
|                            | Cyril Smith       | Liberal Party      | 19.296  | 42,3 |
|                            | Lawrence Cunliffe | Labour Party       | 14.203  | 31,1 |
|                            | David Trippier    | Conservative Party | 8.060   | 17,7 |
|                            | James Merrick     | unabhängig         | 4.074   | 8,9  |
| Gesamt                     | Gesamt            | Gesamt             | 45.633  | 100  |
|                            |                   |                    |         |      |
| Quelle: by-elections.co.uk |                   |                    |         |      |

### Parlamentswahl Februar 1974
| Kandidaten           | Kandidaten        | Parteien               | Stimmen | %    |
| -------------------- | ----------------- | ---------------------- | ------- | ---- |
|                      | Cyril Smith       | Liberal Party          | 25.266  | 49,1 |
|                      | Lawrence Cunliffe | Labour Party           | 16.367  | 31,8 |
|                      | Lilian Green      | Conservative Party     | 7.933   | 15,4 |
|                      | Mike Sellors      | British National Front | 1.885   | 3,7  |
| Gesamt               | Gesamt            | Gesamt                 | 51.451  | 100  |
|                      |                   |                        |         |      |
| Quelle: UK Parlament |                   |                        |         |      |

### Parlamentswahl Oktober 1974
| Kandidaten           | Kandidaten    | Parteien               | Stimmen | %    |
| -------------------- | ------------- | ---------------------- | ------- | ---- |
|                      | Cyril Smith   | Liberal Party          | 20.092  | 42,7 |
|                      | J. Connell    | Labour Party           | 17.339  | 36,8 |
|                      | R. Young      | Conservative Party     | 7.740   | 16,4 |
|                      | M. W. Sellors | British National Front | 1.927   | 4,1  |
| Gesamt               | Gesamt        | Gesamt                 | 47.098  | 100  |
|                      |               |                        |         |      |
| Quelle: UK Parlament |               |                        |         |      |

### Parlamentswahl 1979
| Kandidaten           | Kandidaten  | Parteien               | Stimmen | %    |
| -------------------- | ----------- | ---------------------- | ------- | ---- |
|                      | Cyril Smith | Liberal Party          | 22.172  | 45,0 |
|                      | J. Connell  | Labour Party           | 16.878  | 34,3 |
|                      | Iain Picton | Conservative Party     | 9.494   | 19,3 |
|                      | J. Merrick  | British National Front | 690     | 1,4  |
| Gesamt               | Gesamt      | Gesamt                 | 49.234  | 100  |
|                      |             |                        |         |      |
| Quelle: UK Parlament |             |                        |         |      |

### Parlamentswahl 1983
| Kandidaten           | Kandidaten     | Parteien               | Stimmen | %    |
| -------------------- | -------------- | ---------------------- | ------- | ---- |
|                      | Cyril Smith    | Liberal Party          | 21.858  | 46,1 |
|                      | Valerie Broom  | Labour Party           | 14.271  | 30,1 |
|                      | Alan Fearn     | Conservative Party     | 10.616  | 22,4 |
|                      | Peter Barker   | British National Front | 463     | 1,0  |
|                      | Peter Courtney | Unemployed Party       | 204     | 0,4  |
| Gesamt               | Gesamt         | Gesamt                 | 47.412  | 100  |
|                      |                |                        |         |      |
| Quelle: UK Parlament |                |                        |         |      |

### Parlamentswahl 1987
| Kandidaten           | Kandidaten     | Parteien           | Stimmen | %    |
| -------------------- | -------------- | ------------------ | ------- | ---- |
|                      | Cyril Smith    | Liberal Party      | 22.245  | 43,4 |
|                      | David Williams | Labour Party       | 19.466  | 38,0 |
|                      | Clive Condie   | Conservative Party | 9.561   | 18,6 |
| Gesamt               | Gesamt         | Gesamt             | 51.272  | 100  |
|                      |                |                    |         |      |
| Quelle: UK Parlament |                |                    |         |      |

### Parlamentswahl 1992
| Kandidaten           | Kandidaten          | Parteien               | Stimmen | %    |
| -------------------- | ------------------- | ---------------------- | ------- | ---- |
|                      | Elizabeth Lynne     | Liberal Democrats      | 22.776  | 42,8 |
|                      | David Williams      | Labour Party           | 20.937  | 39,4 |
|                      | Duncan Goldie-Scott | Conservative Party     | 8.626   | 16,2 |
|                      | Ken Henderson       | British National Party | 620     | 1,2  |
|                      | Vincent Lucker      | Natural Law Party      | 221     | 0,4  |
| Gesamt               | Gesamt              | Gesamt                 | 53.180  | 100  |
|                      |                     |                        |         |      |
| Quelle: UK Parlament |                     |                        |         |      |

### Parlamentswahl 1997
| Kandidaten           | Kandidaten       | Parteien                  | Stimmen | %    |
| -------------------- | ---------------- | ------------------------- | ------- | ---- |
|                      | Lorna Fitzsimons | Labour Party              | 23.758  | 49,4 |
|                      | Elizabeth Lynne  | Liberal Democrats         | 19.213  | 40,0 |
|                      | Mervyn Turnberg  | Conservative Party        | 4.237   | 8,8  |
|                      | Gary Bergin      | British National Party    | 653     | 1,4  |
|                      | Mohammed Salim   | Islam Zinda Baad Platform | 221     | 0,5  |
| Gesamt               | Gesamt           | Gesamt                    | 48.082  | 100  |
|                      |                  |                           |         |      |
| Quelle: UK Parlament |                  |                           |         |      |

### Parlamentswahl 2001
| Kandidaten           | Kandidaten       | Parteien                         | Stimmen | %    |
| -------------------- | ---------------- | -------------------------------- | ------- | ---- |
|                      | Lorna Fitzsimons | Labour Party                     | 19.406  | 49,2 |
|                      | Paul Rowen       | Liberal Democrats                | 13.751  | 34,9 |
|                      | Elaina Cohen     | Conservative Party               | 5.274   | 13,4 |
|                      | Nick Harvey      | Green Party of England and Wales | 728     | 1,8  |
|                      | Mohammed Salim   | unabhängig                       | 253     | 0,6  |
| Gesamt               | Gesamt           | Gesamt                           | 39.412  | 100  |
|                      |                  |                                  |         |      |
| Quelle: UK Parlament |                  |                                  |         |      |

### Parlamentswahl 2005
| Kandidaten           | Kandidaten       | Parteien                         | Stimmen | %    |
| -------------------- | ---------------- | -------------------------------- | ------- | ---- |
|                      | Paul Rowen       | Liberal Democrats                | 16.787  | 41,1 |
|                      | Lorna Fitzsimons | Labour Party                     | 16.345  | 40,0 |
|                      | Khalid Hussain   | Conservative Party               | 4.270   | 10,5 |
|                      | Derek Adams      | British National Party           | 1.773   | 4,3  |
|                      | John Whittaker   | UK Independence Party            | 499     | 1,2  |
|                      | Samir Chatterjee | Green Party of England and Wales | 448     | 1,1  |
|                      | Mohammed Salim   | Islam Zinda Baad Platform        | 361     | 0,9  |
|                      | Carl Faulkner    | Veritas                          | 353     | 0,9  |
| Gesamt               | Gesamt           | Gesamt                           | 40.836  | 100  |
|                      |                  |                                  |         |      |
| Quelle: UK Parlament |                  |                                  |         |      |

### Parlamentswahl 2010
| Kandidaten           | Kandidaten        | Parteien                  | Stimmen | %    |
| -------------------- | ----------------- | ------------------------- | ------- | ---- |
|                      | Simon Danczuk     | Labour Party              | 16.699  | 36,4 |
|                      | Paul Rowen        | Liberal Democrats         | 15.810  | 34,4 |
|                      | Mudasir Dean      | Conservative Party        | 8.305   | 18,1 |
|                      | Chris Jackson     | British National Front    | 2.236   | 4,9  |
|                      | Colin Denby       | UK Independence Party     | 1.999   | 4,4  |
|                      | Mohammed Salim    | Islam Zinda Baad Platform | 545     | 1,2  |
|                      | John Whitehead    | unabhängig                | 313     | 0,7  |
| Gesamt               | Gesamt            | Gesamt                    | 45.907  | 100  |
|                      |                   |                           |         |      |
| Ungültige Stimmen    | Ungültige Stimmen | Ungültige Stimmen         | 240     | 0,5  |
| Wähler               | Wähler            | Wähler                    | 46.147  | 58,4 |
| Wahlberechtigte      | Wahlberechtigte   | Wahlberechtigte           | 78.952  |      |
|                      |                   |                           |         |      |
| Quelle: UK Parlament |                   |                           |         |      |

### Parlamentswahl 2015
| Kandidaten           | Kandidaten        | Parteien                         | Stimmen | %    |
| -------------------- | ----------------- | -------------------------------- | ------- | ---- |
|                      | Simon Danczuk     | Labour Party                     | 20.961  | 46,1 |
|                      | Mohammed Masud    | UK Independence Party            | 8.519   | 18,8 |
|                      | Azi Ahmed         | Conservative Party               | 7.742   | 17,0 |
|                      | Andy Kelly        | Liberal Democrats                | 4.667   | 10,3 |
|                      | Farooq Ahmed      | Rochdale First                   | 1.535   | 3,4  |
|                      | Mark Hollinrake   | Green Party of England and Wales | 1.382   | 3,0  |
|                      | Kevin Bryan       | British National Front           | 433     | 1,0  |
|                      | Mohammed Salim    | Islam Zinda Baad Platform        | 191     | 0,4  |
| Gesamt               | Gesamt            | Gesamt                           | 45.430  | 100  |
|                      |                   |                                  |         |      |
| Ungültige Stimmen    | Ungültige Stimmen | Ungültige Stimmen                | 240     | 0,5  |
| Wähler               | Wähler            | Wähler                           | 45.670  | 59,1 |
| Wahlberechtigte      | Wahlberechtigte   | Wahlberechtigte                  | 77.248  |      |
|                      |                   |                                  |         |      |
| Quelle: UK Parlament |                   |                                  |         |      |

### Parlamentswahl 2017
| Kandidaten           | Kandidaten        | Parteien                          | Stimmen | %    |
| -------------------- | ----------------- | --------------------------------- | ------- | ---- |
|                      | Tony Lloyd        | Labour Party                      | 29.035  | 58,0 |
|                      | Jane Howard       | Conservative Party                | 14.216  | 28,4 |
|                      | Andy Kelly        | Liberal Democrats                 | 4.027   | 8,0  |
|                      | Christopher Baksa | UK Independence Party             | 1.641   | 3,3  |
|                      | Simon Danczuk     | unabhängig                        | 883     | 1,8  |
|                      | Andy Littlewood   | Greater Manchester Homeless Voice | 242     | 0,5  |
| Gesamt               | Gesamt            | Gesamt                            | 50.044  | 100  |
|                      |                   |                                   |         |      |
| Ungültige Stimmen    | Ungültige Stimmen | Ungültige Stimmen                 | 103     | 0,2  |
| Wähler               | Wähler            | Wähler                            | 50.147  | 64,2 |
| Wahlberechtigte      | Wahlberechtigte   | Wahlberechtigte                   | 78.064  |      |
|                      |                   |                                   |         |      |
| Quelle: UK Parlament |                   |                                   |         |      |

### Parlamentswahl 2019
| Kandidaten           | Kandidaten        | Parteien                         | Stimmen | %    |
| -------------------- | ----------------- | -------------------------------- | ------- | ---- |
|                      | Tony Lloyd        | Labour Party                     | 24.475  | 51,6 |
|                      | Atifa Shah        | Conservative Party               | 14.807  | 31,2 |
|                      | Chris Green       | Brexit Party                     | 3.867   | 8,2  |
|                      | Andy Kelly        | Liberal Democrats                | 3.312   | 7,0  |
|                      | Sarah Croke       | Green Party of England and Wales | 986     | 2,1  |
| Gesamt               | Gesamt            | Gesamt                           | 47.447  | 100  |
|                      |                   |                                  |         |      |
| Ungültige Stimmen    | Ungültige Stimmen | Ungültige Stimmen                | 162     | 0,3  |
| Wähler               | Wähler            | Wähler                           | 47.609  | 60,3 |
| Wahlberechtigte      | Wahlberechtigte   | Wahlberechtigte                  | 78.909  |      |
|                      |                   |                                  |         |      |
| Quelle: UK Parlament |                   |                                  |         |      |

### Nachwahl 2024
| Kandidaten           | Kandidaten            | Parteien                            | Stimmen | %    |
| -------------------- | --------------------- | ----------------------------------- | ------- | ---- |
|                      | George Galloway       | Workers Party of Britain            | 12.335  | 39,7 |
|                      | David Tully           | unabhängig                          | 6.638   | 21,3 |
|                      | Paul Ellison          | Conservative Party                  | 3.731   | 12,0 |
|                      | Azhar Ali             | Labour Party                        | 2.402   | 7,7  |
|                      | Iain Donaldson        | Liberal Democrats                   | 2.164   | 7,0  |
|                      | Simon Danczuk         | Reform UK                           | 1.968   | 6,3  |
|                      | William Howarth       | unabhängig                          | 523     | 1,7  |
|                      | Mark Coleman          | unabhängig                          | 455     | 1,5  |
|                      | Guy Otten             | Green Party of England and Wales    | 436     | 1,4  |
|                      | Michael Howarth       | unabhängig                          | 246     | 0,8  |
|                      | Ravin Rodent Subortna | Official Monster Raving Loony Party | 209     | 0,7  |
| Gesamt               | Gesamt                | Gesamt                              | 31.107  | 100  |
|                      |                       |                                     |         |      |
| Ungültige Stimmen    | Ungültige Stimmen     | Ungültige Stimmen                   | 167     | 0,5  |
| Wähler               | Wähler                | Wähler                              | 31.274  | 39,7 |
| Wahlberechtigte      | Wahlberechtigte       | Wahlberechtigte                     | 78.801  |      |
|                      |                       |                                     |         |      |
| Quelle: UK Parlament |                       |                                     |         |      |

### Parlamentswahl 2024
| Kandidaten           | Kandidaten        | Parteien                         | Stimmen | %    |
| -------------------- | ----------------- | -------------------------------- | ------- | ---- |
|                      | Paul Waugh        | Labour Party/Co-operative Party  | 13.027  | 32,8 |
|                      | George Galloway   | Workers Party of Britain         | 11.587  | 29,2 |
|                      | Michael Howard    | Reform UK                        | 6.773   | 17,1 |
|                      | Paul Ellison      | Conservative Party               | 4.273   | 10,8 |
|                      | Andy Kelly        | Liberal Democrats                | 2.816   | 7,1  |
|                      | Martyn Savin      | Green Party of England and Wales | 1.212   | 3,1  |
| Gesamt               | Gesamt            | Gesamt                           | 39.688  | 100  |
|                      |                   |                                  |         |      |
| Ungültige Stimmen    | Ungültige Stimmen | Ungültige Stimmen                | 95      | 0,2  |
| Wähler               | Wähler            | Wähler                           | 39.783  | 54,9 |
| Wahlberechtigte      | Wahlberechtigte   | Wahlberechtigte                  | 72.507  |      |
|                      |                   |                                  |         |      |
| Quelle: UK Parlament |                   |                                  |         |      |